# Stanisław Samostrzelnik

Porträt des Bischofs Piotr Tomicki (ca. 1530), Krakauer Franziskanerkirche

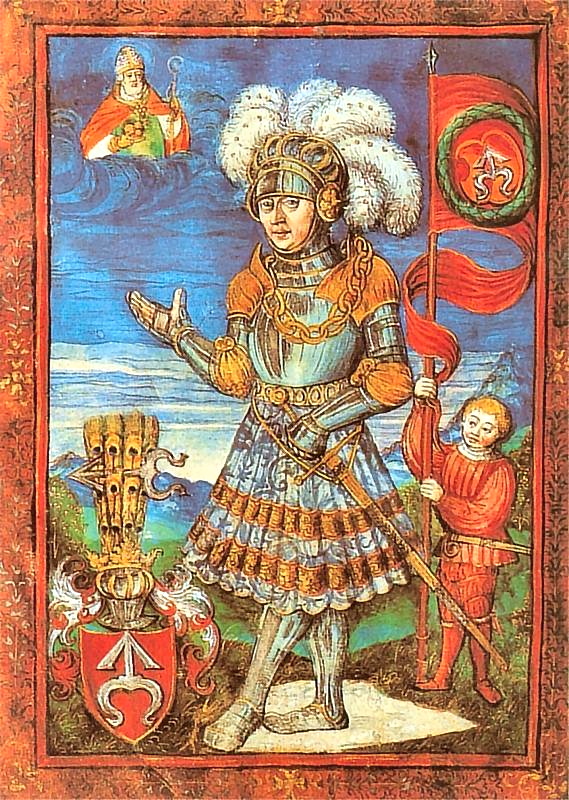
Mikołaj Szydłowiecki der Jüngere

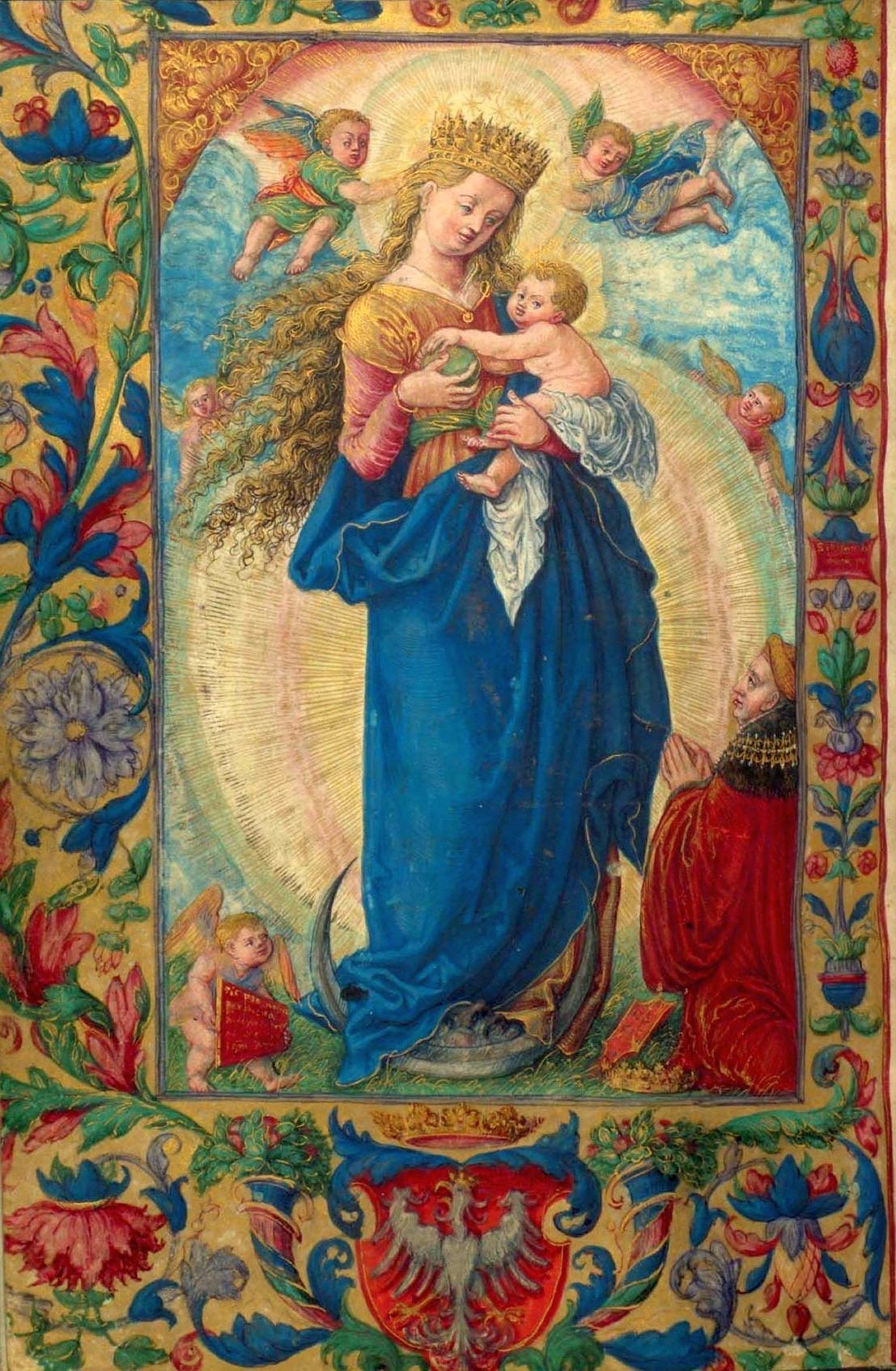
Seite aus dem Gebetbuch von Sigismund I. (1524), British Library

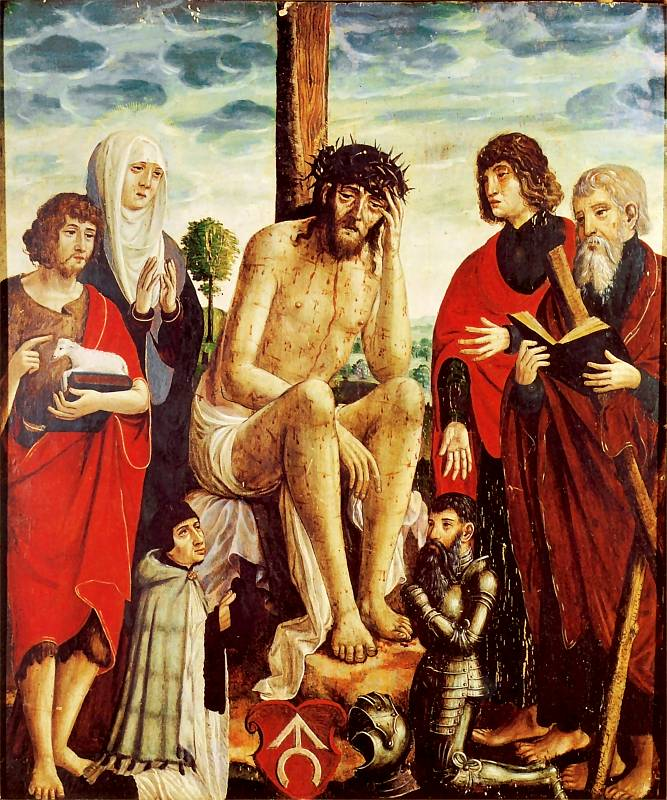
Nachdenklicher Christus mit der Heiligen Maria, Johannes dem Täufer und dem Apostel Andreas (ca. 1515), Museum des Klosters Szczyrzyc

Stanisław Samostrzelnik (auch: Stanisław z Krakowa (Stanisław aus Krakau), Stanisław z Mogiły (Stanisław aus Mogiły)) (* um 1485 in Krakau; † 1541 in Mogiła (heute Krakau)) war ein polnischer Renaissancekünstler und Zisterziensermönch, der Meisterwerke der Malerei, Miniaturmalerei und Dekorationsmalerei schuf.
Er war der erste polnische Maler, der im Renaissancestil malte. Viele Fresken in Kirchen im Süden Polens stammen von ihm. Das charakteristischste Fresko von Samostrzelnik befindet sich im Kloster Mogila. Ihm wird auch das Porträt des Bischofs Piotr Tomicki zugeschrieben, das sich in der Porträtgalerie der Krakauer Franziskanerkirche befindet.

## Leben
Stanisław Samostrzelnik war der Sohn von Piotr und Anna Samostrzelnik, die in Krakau im Haus des Abts der Zisterzienser von Koprzywnica wohnten. Sein Vater stellte wohl Armbrüste und Bögen her, da sich der altpolnische Familienname Samostrzelnik vom lateinischen sagittator ableitet, was Armbrusthersteller bedeutet.
Nachdem er alle notwendigen Prüfungen bestanden hatte, trat Stanisław Samostrzelnik in das Zisterzienserkloster in Mogiła ein, das einst eine eigenständige Stadt war und heute Bestandteil des Krakauer Arbeiterviertels Nowa Huta ist. Dank der Förderung des Abts konnte er in der Klosterhierarchie schnell aufsteigen und fertigte bald Bilderhandschriften an. Die erste nachgewiesene chronologische Information über ihn ist aus dem Jahre 1506, als er die Klostergewölbe ausmalte. Er wird als pictor de Mogiła (Maler von Mogiła) erwähnt. Fortan benutzte er den neuen Namen Stanislaus Claratumbensis (Stanisław von Mogiła) – abgeleitet vom lateinischen Namen des Klosters Mogila Clara Tumba (Heiliges Grabmal).
Um 1510 wurde ihm das Recht verliehen, außerhalb des Klosters zu leben. Er zog nach Szydłowiec und arbeitete für den Stadtherrn Krzysztof Szydłowiecki, den Kastellan von Sandomierz, der ein sehr bekannter Förderer der Kunst war. Stanisław Samostrzelnik ist besonders für seine kunstvollen Buchmalereien im Ahnenbuch der Familie Szydłowiecki bekannt (Liber genesos illustris Familiae Shidlovicae). Im Zuge seiner Arbeit als Hofmaler führte er zahlreiche kleine Aufträge für die Familie Szydłowiecki durch und malte auch die dortige Sigismundkirche und Burg aus. Er diente von 1510 bis 1530 auch als Kaplan des Kastellans. Von seinem Förderer erhielt er 1513 das Pfarrhaus in Grocholice in der Nähe von Ćmielów. 1514 zog er mit Szydłowiecki nach Opatów und nach dessen Tod im Jahre 1532 ging er wieder nach Mogiła zurück.
Nach seiner Rückkehr gründete er seine eigene Werkstatt in Krakau in der Świdniecka Straße, wo er Aufträge der örtlichen Patrizier, des Klerus und des königlichen Hofes annahm – darunter das Gebetbuch der Königin Bona Sforza. Für Bischof Piotr Tomicki verzierte er die Aufzählung der Bischöfe von Gniezno von Jan Dlugosz (Catalogus archiepiscoporum Gnesnensium) und dessen Kapelle in der Wawel-Kathedrale. 1534 gab der Bischof die Verzierung von Wachsfiguren bei ihm in Auftrag, die als Votivgaben für die bedeutendsten Heiligenschreine des Königreichs gedacht waren. Samostrzelnik verzierte auch das Gebetbuch der Prinzessin Hedwig Jagiellonica (1535), ein Dokument des Friedensvertrags mit dem Osmanischen Reich (1533) und das Banner für Albrecht Hohenzollern. Er malte auch religiöse Szenen in der Kirche von Mogiła und malte die Decke der angrenzenden Bibliothek aus. Stanisław Samostrzelnik starb im Kloster Mogila im Jahr 1541.

## Werke und Stil
Die Hauptwerke von Stanisław Samostrzelnik umfassen Buchmalereien und Verzierungen für Gebetbücher von Sigismund I. (1524, London, British Library), Königin Bona Sforza (1527, Oxford, Bodleian Library), Krzysztof Szydłowiecki (1527, inzwischen aufgeteilt zwischen dem Archivio Storico Civico und der Biblioteca Ambrosiana in Mailand) und Vaitiekus Goštautas (1528, München, Universitätsbibliothek) zusammen mit Miniaturen für Liber genesos illustris Familiae Shidlovicae (1531–1532, Kórnik, Kórnik Bibliothek der Polnischen Akademie der Wissenschaften), Catalogus archiepiscoporum Gnesnensium (1530–1535, Warschau, Polnische Nationalbibliothek „Biblioteka Narodowa“) und das Evangelium für Piotr Tomicki (1534, Krakau, Erzbischöfliches Archiv).
Charakteristische Merkmale für Samostrzelniks Miniaturen sind eine lebendige, oft kontrastierende Farbgebung und ein Renaissancestil, der sich auf gotische Traditionen bezieht. Ab etwa 1520 finden sich offenkundige Einflüsse deutscher Meister wie Albrecht Altdorfer, Lucas Cranach der Ältere und Albrecht Dürer in seinen Arbeiten ebenso wie Einflüsse der Donauschule, die er sich während seines Aufenthalts in Wien (1515) als Kaplan von Szydlowiecki aneignete. Neben diesen Einflüssen prägten seine Arbeiten auch niederländische Muster und Verzierungen sowie indirekt auch die italienische Malerei durch ornamentale und heraldische Motive, die er während seines Aufenthalts in Ungarn im Jahre 1514 erwarb.
Samostrzelniks ornamentale Gemälde verbinden figurative Szenen mit Ornamenten. All diese Figuren beanspruchen nicht eine überhöhte Idealisierung, sondern zeichnen sich durch ihr hohes Maß an Individualität aus. Normalerweise sind sie in zeitgenössischer Kleidung gewandet und folgen damit der Tendenz des Künstlers die Realität abzubilden.